# Deafening Silence
Deafening Silence est un groupe de heavy metal français, originaire de Metz, en Lorraine. Formé en 1997, Deafening Silence est influencé par des groupes tels que Iron Maiden, Helloween, Iced Earth, Blind Guardian ou encore Megadeth. Après 19 ans d'activité, le groupe se sépare en 2016.

## Biographie
Deafening Silence se forme à Metz en 1997,, autour de Phil Wax (basse), Guillaume Corsale (guitare) et Sébastien Spadafora (guitare), qui sont rejoints en cours d'année par Julien Milbach (chant) puis Romain Silvano (batterie). Le groupe commence par faire des reprises avant d'attaquer la composition de morceaux originaux. Il en résultera trois démos, Tales From The Seven Stars en 1998, Between Two Worlds en 1999, et Muse en 2000. Après cette troisième démo, le combo décide de remplacer Spadafora, et intègre Michael Magagna comme six-cordiste avant de partir à la recherche d'un label pour distribuer sa musique. En fin d'année 2002, Deafening Silence entre en studio pour y enregistrer son premier album Edge of Life, qui sort en 2003 chez Brennus Music. Le groupe enchaîne les concerts pour promouvoir son opus, et a ainsi l'occasion d'ouvrir pour Jeff Scott Soto lors de son passage en France. 
En 2005, Milbach quitte le groupe et est remplacé au pied levé par Nicolas Griette dont le timbre de voix plus agressif permet au groupe d'élargir son répertoire,. En janvier 2006, ils retournent en studio afin d'y enregistrer un successeur à Edge of Life, et c'est ainsi que naît Backlash qui sort en 2007, toujours chez Brennus Music. Cependant, peu de temps avant la sortie de l'album, Silvano quitte le groupe pour des raisons géographiques. Il est remplacé par Éric Totti, qui vient prendre la place vacante derrière les fûts. Alors que Deafening Silence travaille sur la composition de nouveaux morceaux, Magagna quitte lui aussi le groupe pour des raisons personnelles, et le combo accueille Stephane Koltes en fin d'année 2007 au poste de guitariste afin d'entamer la composition d'un troisième album. En 2009, le groupe décide de se séparer de Totti pour recruter Yannick Pierre à la batterie, mais les divergences musicales entre le nouveau batteur et le reste du groupe sont telles que la collaboration durera moins d'un an.
En février 2010, Deafening Silence recrute Tom à la batterie. Son jeu correspond parfaitement à la musique du groupe et sa nouvelle orientation, plus agressive et progressive. En août 2010, Stephane Koltes décide de quitter le groupe pour se consacrer pleinement à sa nouvelle vie de famille. C'est sous la forme d'un quatuor que Deafening Silence décide de terminer l'écriture du troisième album. L'enregistrement débute en juin 2011 jusqu'à la fin de l'année, période à laquelle Gabriel Palmiéri rejoint les rangs. Cependant, il est nécessaire au groupe de retourner en studio courant 2012 pour réenregistrer deux titres qui ont dû être réarrangés en partie. L'album est annoncé comme un concept sur la première guerre mondiale et un hommage aux fusillés pour l'exemple dans les rangs de l'armée française. Le troisième opus, Scapegoat of Ignorance, sort le 3 février 2014, une fois de plus avec le fidèle soutien de Brennus Music,.
Le groupe annonce l'arrêt de ses activités le 15 janvier 2016, après 19 années d'existence.

## Anciens membres
- Nicolas Griette - chant (2005-2016)
- Guillaume Corsale - guitare (1997-2016)
- Phil Wax - basse (1997-2016)
- Tom - batterie (2010-2016)
- Gabriel Palmiéri - guitare (2011-2014)
- Stephane Koltes - guitare (2007-2010)
- Yannick Pierre - batterie (2009-2010)
- Eric Totti - batterie (2007-2008)
- Michael Magagna - guitare (2000-2007)
- Romain Silvano - batterie (1997-2006)
- Julien Milbach - chant (1997-2005)
- Sébastien Spadafora - guitare (1997-2000)

## Discographie
- 1998 : Tales From The Seven Stars (démo)
- 1999 : Between Two Worlds (démo)
- 2000 : Muse (démo)
- 2003 : Edge of Life
- 2007 : Backlash
- 2014 : Scapegoat of Ignorance